# Lola Braccini
Lola Braccini, pseudonimo di Camilla Cariddi (Pisa, 28 marzo 1889 – Roma, 19 marzo 1969), è stata un'attrice e doppiatrice italiana.

## Biografia
Dopo gli studi presso la Regia scuola di recitazione di Firenze, diretta da Luigi Rasi, nel 1912 inizia la sua carriera teatrale nella Compagnia stabile romana diretta da Cesare Dondini jr., per poi passare nella Falconi-Zoncada (1913-14), nella Gramatica-Carini-Gandusio-Piperno (1914-15), nella Borelli-Piperno (1915-17). Nel 1917 Antonio Gandusio la scrittura nella propria Compagnia, nella quale dal 1924 diviene prima attrice. Nel 1930-31 è con la compagnia Galli-Gandusio.
Successivamente, nel 1931-32, viene scritturata dalla Gandusio-Almirante, con Anna Magnani; nella Compagnia degli spettacoli gialli con Giulio Donadio, Marcello Giorda e Rina Morelli (1933-34); nella Ricci-Carini con Rina Morelli e Paolo Stoppa (1934-35); nella compagnia di Giulio Donadio (1936-37). Nelle produzioni estive del 1937 il regista Guido Salvini le affida il ruolo di Donna Montecchi nel Romeo e Giulietta e di una delle Corifee ne I sette contro Tebe; nella stagione 1937-38 è di nuovo nella compagnia di Dina Galli; nel 1939 nella Compagnia del Teatro Eliseo con Gino Cervi e Andreina Pagnani; nella Compagnia Ferrari-Carini (1940-41).
Nel 1941 al Teatro delle Arti prende parte alla prima italiana de Il lutto si addice ad Elettra nel ruolo di Cristina. Nella successiva stagione 1941-42 Anton Giulio Bragaglia la conferma nella Compagnia del Teatro delle Arti. Nella stagione 1942-43 è nella compagnia di Renzo Ricci (Tutto per bene di Luigi Pirandello, Amarsi così di Vincenzo Tieri, Amleto di William Shakespeare, Lorenzaccio, di Alfred de Musset).
Dopo la liberazione di Roma entra nella Compagnia del Teatro Eliseo, accanto a Andreina Pagnani, Antonio Pierfederici, Gino Cervi e Rina Morelli, per le regie di Guido Salvini (La guerra di Troia non si farà di Jean Giraudoux e La brava gente di Irwin Shaw) e Luchino Visconti (I parenti terribili di Jean Cocteau).
Nelle stagioni 1950-51 e 1951-52 viene scritturata dalla Compagnia del Teatro Ateneo di Roma. Nel 1955 prende  parte alla commedia Gigi con la Compagnia dei Giovani («qui particolarmente magnifica»). Nel 1956 viene scritturata da Garinei e Giovannini per la commedia musicale Buonanotte Bettina accanto a Walter Chiari e Delia Scala.
Nella stagione 1957-58 viene scritturata dal Teatro Stabile di Palermo. Una delle sue ultime interpretazioni è stata nel musical My Fair Lady («...ottima è la partecipazione di Lola Braccini che di Higgins impersona invece, con affettuosità quasi materna, l'anziana governante») con Delia Scala e Gianrico Tedeschi (1963).
Ha partecipato come attrice a 37 film, tra i quali Carmela (1942) di Flavio Calzavara, nel quale è doppiata da Tina Lattanzi, e Arrangiatevi, nel ruolo della sora Gina, la tenutaria di una casa di tolleranza.
In televisione inizia a lavorare dall'inizio delle trasmissioni della Rai, nel gennaio 1954, prendendo parte a vari sceneggiati e commedie tra i quali Madre allegria (1954) di Anton Giulio Majano, Romeo e Giulietta (1954) di Franco Enriquez, Il terzo marito (1955) di Silverio Blasi e La pisana (1960) di Giacomo Vaccari.
Morì nel 1969, pochi giorni prima  di compiere ottant'anni, in una clinica del Parioli, nella quale era ricoverata da una settimana per insufficienza cardiaca.

## Teatro

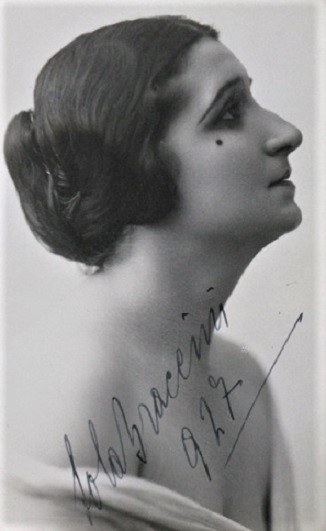
Lola Braccini nel 1927

- Francillon di Alexandre Dumas (figlio), Torino, Teatro Carignano, 20 febbraio 1915
- La gaia scienza di Arnaldo Fraccaroli, Antonio Gandusio, Torino, Teatro Carignano, 18 febbraio 1926
- Un'orgia di sole, di André Birabeau, Antonio Gandusio, Milano, Teatro Manzoni, 5 maggio 1926
- Loute, di Pierre Veber, Gandusio-Galli, Viareggio, Teatro Eden, 5 settembre 1930
- La barca dei comici, di Luigi Bonelli, musiche di Alfredo Cuscinà, Roma, Teatro Quirino, 4 febbraio 1931
- Un uomo che ispira fiducia, di Paul Armont, Antonio Gandusio, Torino, Teatro Carignano, 20 ottobre 1931
- L'ombra dietro la porta di Alessandro De Stefani, Roma, Teatro Quirino, 27 novembre 1933
- Tempi difficili, di Édouard Bourdet, Roma, Teatro Argentina, 16 ottobre 1934
- Il rifugio, di Dario Niccodemi, Milano, Olimpia, 15 novembre 1934
- Il ragno, di Sem Benelli, Milano, Odeon, 19 marzo 1935
- Il volo degli avvoltoi, di Rino Alessi, regia di Lamberto Picasso, Milano, Teatro Manzoni, 6 novembre 1935.
- Alleluja, di Marco Praga, regia di Lamberto Picasso, Genova, Teatro Paganini, 31 dicembre 1935.
- Fra diavolo, di Luigi Bonelli e Giuseppe Romualdi, Giulio Donadio, Roma, Teatro Eliseo, 15 luglio 1936
- Romeo e Giulietta, di William Shakespeare, regia di Guido Salvini, Venezia, Ca’ Foscari, 20 luglio 1937
- I sette contro Tebe, di Eschilo, regia di Guido Salvini, Vicenza, Teatro Olimpico, 28 agosto 1937
- La Ninetta del Verziere, di Giuseppe Adami, regia di Luciano Ramo, Milano, Teatro Manzoni, 17 novembre 1937.
- Ifigenia in Tauride, di Eschilo, regia di Guido Salvini, Lecco, Teatro Licinium, 4 luglio 1938.
- La figlia di Iorio, Gabriele D'Annunzio, regia di Guido Salvini, Lecco, Teatro Licinium, 9 luglio 1938.
- Il caffè dei naviganti, di Corrado Alvaro, Roma, Teatro Eliseo, 23 febbraio 1939
- La bugiarda, di Vincenzo Tieri, Roma, Teatro Eliseo, 6 settembre 1940
- O di uno o di nessuno, di Luigi Pirandello, Roma, Teatro Eliseo, 8 settembre 1940
- Romanticismo, di Gerolamo Rovetta, Roma, Teatro Eliseo, 14 settembre 1940
- Artemisio, di Gaspare Cataldo, Roma, Teatro Eliseo, 20 settembre 1940
- Avventure con Don Chisciotte, di Cesare Meano, regia di Pietro Sharoff, Milano, Teatro Odeon, 7 ottobre 1940.
- Nelle migliori famiglie, di Anita Hart e Maurice Braddell, Milano, Teatro Odeon, 23 ottobre 1940
- Il lutto si addice ad Elettra, di Eugene O'Neill, regia di Giulio Pacuvio, Roma, Teatro delle Arti, 28 marzo 1941.
- Una moglie troppo onesta, di Nicola Manzari, Milano, Teatro Nuovo, 9 giugno 1941
- Ho difeso una donna, di Giovanni Bokay, Milano, Teatro Nuovo, 17 giugno 1941
- Lo spirito della morte, di Rosso di San Secondo, regia di Anton Giulio Bragaglia, Torino, Teatro Carignano, 3 dicembre 1941.
- Le piccole volpi, di Lillian Hellman, regia di Anton Giulio Bragaglia, Torino, Teatro Carignano, 5 dicembre 1941.
- La via fiorita, di Valentino Kataew, regia di Anton Giulio Bragaglia, Roma, Teatro delle Arti, 17 gennaio 1942.
- Rosso malpelo, di Jules Renard, regia di Enzo Ferrieri, Roma, Teatro delle Arti, 8 febbraio 1942.
- Tutto per bene, di Luigi Pirandello, regia di Renzo Ricci, Milano, Teatro Odeon, 3 ottobre 1942
- Amarsi così, di Vincenzo Tieri, regia di Renzo Ricci, Milano, Teatro Odeon, 5 ottobre 1942
- Amleto, di William Shakespeare, regia di Renzo Ricci, Milano, Teatro Odeon, 13 ottobre 1942
- Lorenzaccio, di Alfred de Musset, regia di Renzo Ricci, Roma, Teatro Argentina, 15 dicembre 1942.
- La guerra di Troia non si farà, di Jean Giraudoux, regia di Guido Salvini, Roma, Teatro, Eliseo, 22 novembre 1944.
- La brava gente, di Irwin Shaw, regia di Guido Salvini, Roma, Teatro, Eliseo, 7 dicembre 1944.
- I parenti terribili, di Jean Cocteau, regia e scene di Luchino Visconti, Roma, Teatro Eliseo, 30 gennaio 1945.
- Il piacere dell'onestà, di Luigi Pirandello, Ruggero Ruggeri, Roma, Teatro Eliseo, 6 giugno 1945
- Accenti di gioventù, di Samson Raphaelson, regia di Gherardo Gherardi, Roma, Teatro delle Arti, 20 aprile 1946.
- Il dio dei vent'anni (Jupiter), di Robert Boissy, regia di Gherardo Gherardi, Roma, Teatro delle Arti, aprile 1946.
- Lettere d'amore, di Gherardo Gherardi, regia di Guido Salvini, Roma, Teatro Eliseo, 2 aprile 1949.
- La figlia di Iorio, di Gabriele D'Annunzio, regia di Corrado Pavolini, Pineta di Pescara, 28 agosto 1949.
- Romanticismo di Gerolamo Rovetta, regia di Lucio Chiavarelli, Roma, Teatro Ateneo, 4 novembre 1950.
- La bisbetica domata, di William Shakespeare, regia di Lucio Chiavarelli, Roma, Teatro Ateneo, 2 dicembre 1950.
- Tra letto e lutto, di Georges Feydeau, regia di Manolo Borromeo, Roma, Teatro Fiammetta, 10 dicembre 1950.
- Le donne saccenti, di Molière, regia di Lucio Chiavarelli, Roma, Teatro Ateneo, 16 febbraio 1951.
- Creatura umana, di Vittorio Calvino, regia di Giorgio Prosperi, Roma, Teatro Ateneo, 8 marzo 1951.
- Le vacanze di Jack Taylor, di Carlo Trabucco, regia di Anna Maria Rimoaldi, Roma, Teatro Ateneo, 7 aprile 1951.
- Trittico (Antonio, Processo, Caccia al leone), tre atti unici di Roberto Zerboni, regia di Lucio Chiavarelli, Roma, Teatro Ateneo, 8 maggio 1951.
- La Calandria, di Il Bibbiena, regia di Anna Maria Rimoaldi, Roma, Teatro Ateneo, 24 novembre 1951.
- Cavaliere senza armatura, testo e regia di Vittorio Calvino, Roma, Teatro Ateneo, 15 gennaio 1952.
- Svolta pericolosa, di John Boynton Priestley, regia di Alessandro Brissoni, Roma, Teatro Eliseo, 18 marzo 1952.
- L'albergo dei poveri, di Maksim Gor'kij, regia di Pietro Sharoff, Roma, Teatro Ateneo, 1º gennaio 1953.
- Gallina vecchia, di Augusto Novelli, regia di Carlo Lari, Milano, Teatro Sant’Erasmo, 29 luglio 1954.
- Gigi, di Colette e Anita Loos, regia di Giorgio De Lullo, Torino, Teatro Carignano, 14 aprile 1955.
- Assassinio nella cattedrale, di T. S. Eliot, regia di Mario Ferrero, Verona, Chiostro di San Bernardino, 19 agosto 1955.
- La calunnia, di Lillian Hellman, regia di Giorgio De Lullo, Milano, Teatro Manzoni, 6 dicembre 1955.
- Lo stratagemma dei bellimbusti, di George Farquhar, regia di Giorgio Bandini, Milano, Teatro Manzoni, 29 dicembre 1955.
- Il successo, di Alfredo Testoni, regia di Giorgio De Lullo, Bologna, Teatro Comunale, 14 marzo 1956.
- L'acqua cheta, di Augusto Novelli, regia di Carlo Lari, Milano, Teatro Sant’Erasmo, 29 giugno 1956.
- Buonanotte Bettina, di Garinei e Giovannini, Torino, Teatro Alfieri, 14 novembre 1956.
- Santa Caterina da Siena, di Gherardo Gherardi, regia di Giulio Pacuvio, Roma, Piazza San Gregorio al Celio, 23 settembre 1957.
- Questa sera si recita a soggetto, di Luigi Pirandello, regia di Guido Salvini, Palermo, ottobre 1957
- Mariana Pineda, di Federico García Lorca, regia di Lucio Chiavarelli, Palermo, 23 gennaio 1958.
- L'amante dalle piume d'oro, di Dario Niccodemi, regia di Luigi Cimara, Roma, Teatro delle Arti, 7 maggio 1958.
- Lastrico d'inferno, di Paolo Levi, regia di Daniele D'Anza, Roma, Teatro delle Arti, 9 gennaio 1959.
- Le ragazze bruciate verdi, di Gian Paolo Callegari, regia di Daniele D'Anza, Roma, Teatro delle Arti, 28 gennaio 1959.
- La stagione delle albicocche, di Aldo Nicolaj, regia di Lucio Chiavarelli, Milano, Teatro Manzoni, 14 aprile 1959.
- Cara delinquente, di Jack Popplewell, regia di Guglielmo Morandi, Milano, Teatro Manzoni, 28 luglio 1959.
- Picnic, di William Inge, regia di Mario Ferrero, Napoli, Teatro Mercadante, 11 febbraio 1960.
- Romeo e Giulietta, di William Shakespeare, regia di Franco Enriquez, Verona, Corte di Castelvecchio, 5 luglio 1960.
- Otto donne, di Robert Thomas, regia di Mario Ferrero, Reggio Emilia, Teatro Municipale, 9 ottobre 1962.
- My Fair Lady, di Alan Jay Lerner e Frederick Loewe, regia di Sven Aage Larsen, Milano, Teatro Nuovo, 9 novembre 1963.

## Filmografia

Lola Braccini nel film Bellissima (1951)

- Piccola mia, regia di Eugenio De Liguoro (1933)
- Vivere!, regia di Guido Brignone (1937)
- Terra di nessuno, regia di Mario Baffico (1939)
- Piccolo hotel, regia di Piero Ballerini (1939)
- Traversata nera, regia di Domenico M. Gambino (1939)
- Imputato, alzatevi!, regia di Mario Mattoli (1939)
- Le educande di Saint-Cyr, regia di Gennaro Righelli (1939)
- Mille chilometri al minuto!, regia di Mario Mattoli (1939)
- Giù il sipario, regia di Raffaello Matarazzo (1940)
- Il capitano degli ussari, regia di Sandor Szlatinay (1940)
- Manon Lescaut, regia di Carmine Gallone (1940)
- I mariti (Tempesta d'anime), regia di Camillo Mastrocinque (1941)
- Odessa in fiamme, regia di Carmine Gallone (1942)
- Carmela, regia di Flavio Calzavara (1942)
- Che distinta famiglia!, regia di Mario Bonnard (1943)
- Pronto, chi parla?, regia di Carlo Ludovico Bragaglia (1945)
- Io t'ho incontrata a Napoli, regia di Pietro Francisci (1946)
- Antonio di Padova, regia di Pietro Francisci (1949)
- Buon viaggio, pover'uomo, regia di Giorgio Pàstina (1951)
- Bellissima, regia di Luchino Visconti (1951)
- Cronaca di un delitto, regia di Mario Sequi (1953)
- Gli uomini, che mascalzoni!, regia di Glauco Pellegrini (1953)
- L'età dell'amore, regia di Lionello De Felice (1953)
- Donne proibite, regia di Giuseppe Amato (1953)
- Giuseppe Verdi, regia di Raffaello Matarazzo (1953)
- Non è mai troppo tardi, regia di Filippo Walter Ratti (1953)
- Valeria ragazza poco seria, regia di Guido Malatesta (1958)
- Le bellissime gambe di Sabrina, regia di Camillo Mastrocinque (1958)
- Gastone, regia di Mario Bonnard (1959)
- Arrangiatevi!, regia di Mauro Bolognini (1959)
- Vacanze d'inverno, regia di Camillo Mastrocinque (1959)
- Le olimpiadi dei mariti, regia di Giorgio Bianchi (1960)
- Il Gattopardo, regia di Luchino Visconti (1963)
- Sedotta e abbandonata, regia di Pietro Germi (1963)
- Amori pericolosi, regia di Carlo Lizzani (1964)

## Prosa televisiva Rai
- Romeo e Giulietta di William Shakespeare, regia di Franco Enriquez, trasmessa il 29 gennaio 1954.
- Il canto della culla, di Gregorio Martínez Sierra, regia di Alessandro Brissoni, 17 aprile 1954.
- Stasera a Samarcanda, di Jacques Deval, regia di Alessandro Brissoni, 7 maggio 1954.
- Il successo, di Alfredo Testoni, regia di Franco Enriquez, 21 maggio 1954.
- La casa delle tre ragazze, libretto di Alfred Maria Willner e Heinz Reichert,  musica di Franz Schubert, regia di Mario Landi, 9 novembre 1954.
- Il paese dei campanelli, di Carlo Lombardo e Virgilio Ranzato, regia di Silverio Blasi, 11 dicembre 1954.
- Madre allegria, di Luigi F. De Sevilla e R. Sepulveda, regia di Anton Giulio Majano, 24 dicembre 1954.
- Eravamo giovani, originale televisivo di Ugo Buzzolan, regia di Claudio Fino, 11 gennaio 1955.
- Il terzo marito, di Sabatino Lopez, regia di Silverio Blasi, 28 gennaio 1955.
- Zio Vanja di Anton Čechov, regia di Silverio Blasi, 11 marzo 1955.
- Baci perduti di André Birabeau, regia di Giancarlo Galassi Beria, 15 luglio 1955.
- Assassinio nella cattedrale, di T. S. Eliot, regia di Mario Ferrero, 19 agosto 1955.
- La signora dalle camelie, dal romanzo di Alexandre Dumas (figlio), regia di Daniele D'Anza, 21 giugno 1957.
- Il cuore e il mondo, di Lorenzo Ruggi, regia di Mario Landi, 4 luglio 1958.
- Tutto per bene, di Luigi Pirandello, regia di Claudio Fino, 25 luglio 1958.
- La bisbetica domata, di William Shakespeare, regia di Daniele D'Anza, 3 ottobre 1958.
- Il gatto in cantina, di Nando Vitali, regia di Eros Macchi, 2 giugno 1959.
- Via della Chiesa, di Lennox Robinson, regia di Daniele D'Anza, 3 luglio 1959.
- Veder grande, di Guglielmo Giannini, regia di Claudio Fino, 11 dicembre 1959.
- La Pisana, regia di Giacomo Vaccari, dal 23 ottobre del 27 novembre 1960.
- L’ascensione, di Augusto Novelli, regia di Alessandro Brissoni, 20 dicembre 1960.
- Abdicazione, di Jacinto Benavente, regia di Alberto Gagliardelli, 28 aprile 1961.
- Abele, ovvero, molti si chiamano Caino, di Robert Neumann, regia di Giuseppe Di Martino, 19 marzo 1962.
- Il decorato O'Flaherty, di George Bernard Shaw, regia di Flaminio Bollini, 31 gennaio 1963.
- A tavola non si parla d'amore, di Diego Fabbri, regia di Gilberto Tofano, 7 maggio 1964.

## Prosa radiofonica Rai
- L'invito, commedia di Gaspare  Cataldo, regia di Anton Giulio Majano, trasmessa il 1 gennaio 1947
- I parenti terribili, di Jean Cocteau, regia di Guglielmo Morandi, trasmessa il 24 novembre 1947.
- Romanticismo, di Gerolamo Rovetta, regia di Carlo Ninchi, 31 dicembre 1951.
- Le vacanze di Jack Taylor, di Carlo Trabucco, regia di Anna Maria Rimoaldi, 30 luglio 1951.
- Creatura umana, di Vittorio Calvino, regia di Giorgio Prosperi, 3 settembre 1951.
- La tela di Penelope, di Raffaele Calzini, regia di Alberto Casella, 23 febbraio 1954.
- Cara delinquente di Jack Popplewell, regia di Guglielmo Morandi, 19 novembre 1959.

## Doppiaggio

### Cinema
- Florence Bates in Un giorno a New York, Sogni proibiti, Duello a S. Antonio, Fra le tue braccia, La cara segretaria, L'uomo proibito, La ninna nanna di Broadway, La peccatrice di San Francisco
- Margaret Rutherford in Assassinio al galoppatoio, Assassinio sul treno, Assassinio a bordo, Assassinio sul palcoscenico, Poirot e il caso Amanda, International Hotel
- Anne Revere in Anima e corpo, Barriera invisibile, Tutto esaurito, Dietro la porta chiusa
- Ethel Barrymore in Il grande peccatore, Il segreto del lago, Storia di tre amori
- Hattie McDaniel in Abbandonata in viaggio di nozze, L'uomo questo dominatore, Da quando te ne andasti
- Blanche Yurka in Le due città, La città del peccato, Le furie
- Katina Paxinou in Il principe delle volpi, Per chi suona la campana
- Lucile Watson in Il filo del rasoio, Piccole donne
- May Whitty in Il carnevale della vita, Mi chiamo Giulia Ross
- Una O'Connor in La leggenda di Robin Hood
- Leopoldine Konstantin in Notorious - L'amante perduta
- Ruth Gordon in La bandiera sventola ancora
- Hermione Gingold in Gigi
- Laura Hope Crews in Via col vento
- Pastora Peña in Il peccato di Rogelia Sanchez
- Lois Wilson in La distruzione del mondo
- Ave Ninchi in Anni difficili
- Clara Blandick in Il circo insanguinato
- Ruth Nelson in Perdutamente
- Edith Barrett in La porta proibita
- Louise Beavers in Vento selvaggio
- Alice Brady in L'impareggiabile Godfrey
- Winifred Harris in Gli amanti del sogno
- Marjorie Main in Le ragazze di Harvey
- Selena Royle in Notte e dì
- Lillian Randolph in Vento di primavera
- Maria Ouspenskaya in La grande pioggia
- Margaret Wycherly in Gli amori di Carmen
- Evelina Paoli in La Certosa di Parma
- Ruth Gillette in Il diritto di uccidere
- Evelyn Varden in Bill sei grande!
- Sara Allgood in Delitto senza peccato
- Ann Shoemaker in Le mie due mogli
- Verna Felton in La tua bocca brucia
- Edna May Oliver in Giulietta e Romeo